# برايان ريد (عالم حاسوب)
برايان ريد (بالإنجليزية: Brian Reid)‏ هو عالم حاسوب أمريكي، ولد في 1949.